# Mate Balota (Schiff)
Die Mate Balota ist ein RoPax-Fährschiff der kroatischen Reederei Jadrolinija.

## Geschichte
Die Mate Balota entstand unter der Baunummer 481 bei Titivo Brodogradilište in Kraljevica und wurde 1988 vom Stapel gelassen und in Dienst gestellt. Benannt ist das Schiff nach dem kroatischen Wissenschaftler und Schriftsteller Mate Balota (1898–1963). Es wurde zuerst auf der Strecke von Valbiska (Krk) nach  Merag auf der Insel Cres eingesetzt. Danach wurde es rund um Zadar eingesetzt, zum Beispiel auf der Linie Zadar–Bršanj (Iž)–Rava und auf der Linie Zadar–Preko.